# Cantó de Châteaugiron
El cantó de Châteaugiron (bretó Kanton Kastell-Geron) és una divisió administrativa francesa situat al departament d'Ille i Vilaine a la regió de Bretanya.

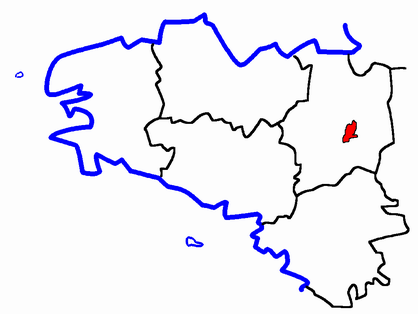
Situació del cantó

## Composició
El cantó aplega 9 comunes:
| Nom francès           | Nom bretó            | Població | km²    | Codi Postal | Codi INSEE |
| Brécé                 | Brec'heg             | 1.561    | 7,16   | 35530       | 35039      |
| Chancé                | Kantieg              | 246      | 5,22   | 35680       | 35053      |
| Châteaugiron          | Kastell-Geron        | 5.500    | 8,70   | 35410       | 35069      |
| Domloup               | Domloup              | 2.432    | 18,55  | 35410       | 35099      |
| Nouvoitou             | Neveztell            | 2.556    | 18,93  | 35410       | 35204      |
| Noyal-sur-Vilaine     | Noal-ar-Gwilen       | 4.698    | 30,72  | 35530       | 35207      |
| Saint-Armel           | Sant-Armael-ar-Gilli | 1.393    | 7,75   | 35230       | 35250      |
| Saint-Aubin-du-Pavail | Sant-Albin-ar-Pavez  | 591      | 5,83   | 35410       | 35254      |
| Servon-sur-Vilaine    | Servon               | 2.916    | 15,26  | 35530       | 35327      |
| Cantó                 | Kastell-Geron        | 21.893   | 118,12 | -           | 3507       |

## Evolució demogràfica
| 1962  | 1968  | 1975   | 1982   | 1990   | 1999   |
| ----- | ----- | ------ | ------ | ------ | ------ |
| 8.287 | 9.412 | 10.756 | 14.405 | 17.722 | 21.893 |

## Història
| Data d'elecció                           | Identitat       | Partit | Qualitat |
| ---------------------------------------- | --------------- | ------ | -------- |
| 1951-1965                                | Maurice Audrain |        |          |
| 1965-1995                                | Pierre Le Treut |        |          |
| 1995-2001                                | Daniel Ostoréro |        |          |
| 2001-                                    | Louis Hubert    | UDF    |          |
| les dades anteriors no són pas conegudes |                 |        |          |
|                                          |                 |        |          |